# ギターを弾く女性 (ヴーエ)

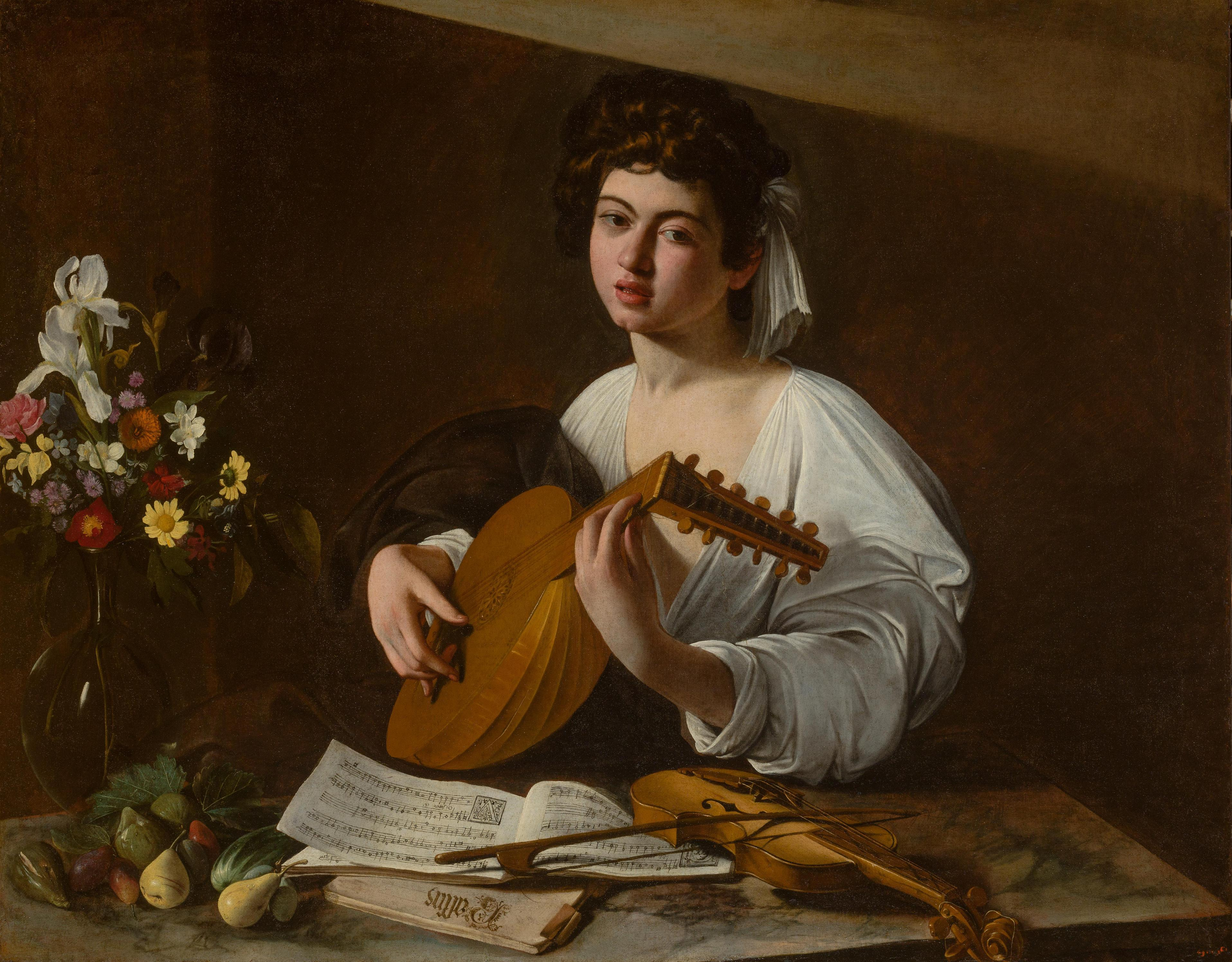
カラヴァッジョ 『リュート奏者』、1600年頃、エルミタージュ美術館、サンクトペテルブルク

『ギターを弾く女性』（ギターをひくじょせい、英: Woman Playing a Guitar、仏: Femme jouant de la guitare）は、17世紀フランスの画家シモン・ヴーエによって制作されたキャンバス上の油彩画である。2017年にニューヨークにあるメトロポリタン美術館に収蔵された。

## 概要
ヴーエは1613年にローマに到着し、27年までイタリアで過ごした。その間、イタリア絵画の様々な新しい流行を吸収、反映しながら作品を描いた。最初はカラヴァッジョから暗い色調と劇的な光の表現を学んだが、後に豊かな色彩と流麗な筆致を特徴とする最新のバロック様式で制作した。
鑑賞者を誘うような女性が描かれている本作は、画家のローマ滞在中に描かれ、劇的な照明、そして画中の人物と鑑賞者との心理的関わりにおいて画家がカラヴァッジョに抱いていた関心を示している。また、カラヴァッジョが音楽家を主題として描いた数点の絵画の1つ『リュート奏者』(エルミタージュ美術館) から着想を得ている。元来、「ギターを弾く女性」という主題はヨーロッパ絵画において長い歴史がある。17世紀のフランスの流儀とマナーを描いたエングレービングでも、本作のように物思いにふけっている女性が表現されている。
本作に描かれているのは音楽家の女性である。女性は座ってギターを奏でており、膝までの姿が表されている。キャンバスの大部分を占めている女性の姿かたちはしっかりとモデリングされている。なめらかに塗られた絵具は暗い背景の中に３つの大きな色面を作っている。人物の肌の色、ドレスの深い赤色、そしてサテンのように金色がかった緑色である。近くで観察すると、金色の布地の襞は突き刺すような筆遣いで描かれている一方、白い肌着の繊細な縁取りやボタンはとても細かな筆致で注意深く描写されている。
本作の制作時期は、公的注文によるヴーエの重要な初期作品、すなわちローマのサン・フランチェスコ・ア・リーパ教会のマレスコッティ礼拝堂に1620年以前に描かれた『聖母の誕生』の様式が本作に近いことを根拠として推定されている。